# الشعبوية أو الخطر الداهم
الشعبوية أو الخطر الداهم هو كتاب للمفكر حسن أوريد يناقش مفهوم الشعبوية و يفكك تمظهراتها و يحلل مظاهرها و تجلياتها على المستوى العالمي و أيضا على المستوى العربي ، كما يبرز التحديات التي باتت تفرضها على المستوى السياسي و الاقتصادي ،مما يجعلها تهديدا حقيقيا لمفاهيم متجدرة فلسفيا و تاريخيا مثل الديمقراطية و المساواة و العدالة ، كما يحيل على علاقاتها المتشعبة بمفاهيم من قبيل الفاشية والسلطوية. و الشعبوية حسب الكاتب ظاهرة عالمية تتهدد الديمقراطية وتتوعد العيش المشترك، وتنذر بالعداء بين الجماعات، وتقوم على شيطنة المجتمعات.
و الكتاب صادر عن دار النشر المركز الثقافي للكتاب بالمغرب و طبع عدة مرات ،و نعتمد الطبعة الثالثة الصادرة سنة 2023

## محتويات الكتاب
يضم الكتاب خمسة أجزاء:و هي
1. ـ جذور الشعبوية وأشكالها
2. ـ الشعبوية والوجه الآخر للعولمة
3. ـ أشكال الشعبويات
4. ـ القواعد الناظمة للشعبوية
5. ـ إغراء الشعبوية في العالم العربي[2]

## تعريف الشعبوية
يحفل الكتاب بتعاريف متقاطعة يفرضها عرَضا سياق النقاش ، و لكن يؤكد الكاتب أنه لا يمكن أن تكون هناك شعبوية من دون قطيعة مع النخبة، ولا وجود لشعبوية من دون مناهضة المؤسسات، ولا تجلي للشعبوية دون إحالة على نزوع هوياتي.
و تمثل الشعبوية أيضا حديقة خلفية للعولمة كما عبر عن ذلك المؤلف ، بل هي التعبير عن أزمتها، وبالتبعية عن انتكاسة النيوليبرالية.

## عناصر الشعبوية
يفكك المؤلف عناصر الشعبوية و يحلل أبرز ملامحها ، فيرى للشعبوية في ملامح عامة، سواء اليمينية منها أو اليسارية، أو حتى الهجينة، مع تمايزات طفيفة، منها الوله بالشعب، والتجني على النخبة، والدعوة للديمقراطية المباشرة، وتغليب الوجدان، والمناداة بالحمائية، سواء السياسية أو النزعة السيادية أو الاقتصادية (الحمائية الاقتصادية والوطنية الاقتصادية)، وتتميز الشعبوية اليمينية عن الشعبوية اليسارية بجانب ثقافي حماية اللغة والعرق والدين)، واجتماعي (حماية الفئات الشعبية ذات الأرومة الأصلية والتعرض للهجرة، والتصدي لانعدام الأمن أو انفلاته، وتتمحور حول خطاب الهوية، ولذلك تتسم بالنزوع هوياتي identitarisme وترفع من دور القائد، وتستدعي الآخر. تَصُبُّ الشعبوية اليمينية جام انتقادها على المهاجر، والمسلم غالبا، أما الشعبوية اليسارية فتجعل خصمها الأوليغارشية، أو الطائفة، أو "حائط المال"، أو سحاب الناض le fric، مما تسميه شانتال موف بالواحد في المائة.

## زبناء الشعبوية
تنتعش الخطابات الشعبوية في العوالم التي تعيش حالة تردٍّ اقتصادي واجتماعي، و تنبري الشعبوية ظهيرا للفئات التي تمت التضحية بها من عمال فقدوا مناصب شغلهم، أو طبقات متوسطة تدنّت قوتها الشرائية، وتخشى، في جانب، على قيمها. و من ثم أصبحت الشعبوية ملاذ الشرائح الهشة أو طوق نجاتها، أو بتعبير فج، الفاشلين، أو بتعبير أقل فجاجة، المتخلّى عنهم، والتي كانت تجد في الأحزاب الشيوعية واليسارية موئلا لها وحاميا. أضحى اليمين المتطرف هو من يتولى حماية الفئات المتضررة من جموح الرأسمال

## الشعبوية و الديمقراطية
يناقش الكاتب علاقة الشعبوية بالديمقراطية فيبرز عبر العديد من الأمثلة و التحليلات و الاستشهادات كيف أن الشعبوية تفضح الديمقراطية المزيفة ، ذلك أن الشعبوية ليست إيديولوجية، ولا تقدم أي برنامج عملي، بيد أنها حلقة زمنية من أجل تجاوز وضع "ما بعد الديمقراطية الذي فرضه السياق النيوليبرالي. الشعبوية ليست هي مرض الديمقراطية، بل إرهاصا لإنعاشها من خلال تجاوز التوافق الزائف، أو توافق الوسط الذي قضى على السياسة، وأحال الديمقراطية إلى تمرين انتخابات ينتفي فيها العنصر الأساسي من العملية وهو التمثيل ومن ثمة الاختيار. ينتخب الناس، ويُغيّرون ممثليهم، ولا يغيرون السياسية التي يخضعون لها. واللحظة الشعبوية هي ما يهيء إلى بناء الشعب.

## اقتباسات
"الفاشية البدائية والمتحولة تحوم حولنا، بلباس مدني، أحيانا. يمكن أن تعود في الأشكال الأكثر براءة واجبنا أن نزيح القناع عنها، وأن نشير بالأصبع إلى أشكالها الجديدة، كل يوم، وفي كل بقعة من بقاع العالم." أومبرتو إيكو